# Ardentes
Ardentes é uma comuna francesa na região administrativa do Centro, no departamento Indre. Estende-se por uma área de 61,6 km². Em 2010 a comuna tinha 3 910 habitantes (densidade: 63,5 hab./km²).